# 手を洗う女 (テル・ボルフ)
『手を洗う女』（てをあらうおんな、独: Eine Dame, die sich die Hände wäscht、英: A Woman Washing Her Hands）、または『手を洗う女のいる室内』（てをあらうおんなのいるしつない、蘭: Interieur met een jonge vrouw die haar handen wast、英: Interior with A Woman Washing Her Hands）は、17世紀オランダ絵画黄金時代の画家ヘラルト・テル・ボルフが1655年ごろ、オーク板上に油彩で制作した絵画である。画面中ほどの左側に「G T Borch」という画家の署名が記されている。1772年に取得されて以来、ドレスデンのアルテ・マイスター絵画館に所蔵されている。

## 作品
17世紀半ばに、市民層を描いたオランダの風俗画が洗練さと優雅さの点で根本的に変化したのは、同時代の画家たちに影響を与えたテル・ボルフによるところが大きい。17世紀からテル・ボルフは、富裕なブルジョワ階級の世界に設定された風俗画の画家としての評判を得た。人々が黙々と家事に勤しむ姿を描いた彼の優雅な室内画は1650年代に遡り、それらのうち最初の作品では画家であった異母姉のヘジーナがモデルを務めた。この作品でも同様であろう。
絵画の場面は、オランダのリビングルームである。横顔を見せる優雅な若い女性が使用人と向き合い、手を洗っている。あたりに満ちる光の散乱は、女性の白いサテンのドレスに一層の光沢を与えている。一見して無造作に見える女性たちと様々な事物の配置は、実際には精緻な構図的理想に従ったものである。この作品が持つ、やや神秘的にも思われる緊張感は、教養ある同時代の人々ならば即座に理解したはずの、秘められた意味に起因する。手を洗うという行為は、穢れのなさ、つまり無垢、あるいは貞節を示すのである。このことは、床におとなしく座っている犬によっても示唆される。